# 事實
事實是有關特定情況的一個或多個方面的真實資料或真實情形等。它可以指在過去已發生的事件，亦可指被驗證成立且中立的陳述；在科學中則指可被（重複）證明的概念。
傳聞在本質上不同於歷史事實。事實也不同於推論、理論、價值和客體等。
確認資訊的真實性的過程，被稱為事實查核。

## 詞源及使用

### 英文
英文的一詞來自拉丁文中的Factum，在英文中首次使用時意思是「一件事已經完成或者演出（a thing done or performed）」，即是現時經已過時。從十六世紀開始，意思是「事情真的發生」或者「是這樣」，是現時最常用的用法。
「Fact」有時解作「現實」或是「真理」，區別於「結論」及「意見」，例如「事實的問題」及「……沒有歷史、不是事實，但是有想像力」。
「事實」也包括「正在討論會是正確的問題」，例如有爭議的問題（例如：「問題的事實是……」）。

### 中文
在中文，「事實」意思是「事件真實的情形」。